# Andreas Bourani
Andreas Bourani (Augsburgo, 2 de novembro de 1983) é um cantor e compositor alemão de origem egípcia.

## Biografia
Andreas Bourani nasceu no Egito, e foi adotado, ainda criança, por uma família alemã da cidade de Augsburgo, no sul-oeste da Baviera. Ele aprendeu a tocar piano e organizava apresentações para seus amigos no sótão de sua casa, o que deu base para, pouco mais tarde, cantar óperas em teatros da cidade. Aos 17 anos, entrou para uma banda de rock. Tempos depois mudou-se para Berlim, onde começou a escrever canções e, inclusive a gravá-las para um álbum, que acabou não sendo lançado.

## Carreira musical

### 2011-2013:Staub & Fantasie
Em 2010, ele assinou um contrato com a Vertigo, selo pertencente à Universal Music, e trabalhou com os mesmos produtores responsável por sucessos de outros artistas alemães como a banda Ich + Ich, Cassandra Steen e Udo Lindenberg.O primeiro single, "Alles nur em meinem Kopf", alcançou a décima sexta posição da parada musical alemã, virando hit na Áustria e Suíça, além da própria Alemanha, onde a canção vendeu mais de 150.000 mil cópias e ganhou certificação de ouro. Intitulado Staub & Fantasie, o primeiro álbum de Bourani foi lançado em junho do mesmo ano, com treze faixas com temas como solidariedade, paz interior, superficialidade da vida urbana e amor. Ele chegou a 23ª posição da parada de álbuns da Alemanha.Em abril de 2013, Bourani foi indicado para o prêmio GEMA, considerado o Grammy da música alemã, na categoria de melhor composição pop.

### 2014-Hoje:Hey
O segundo álbum de estúdio de Bourani, Hey, foi lançado em maio de 2014 e gerou "Auf uns", que liderou as paradas musicais da Alemanha e da Áustria. A canção foi usada no filme Die Mannschaft, que documenta a vitória da seleção alemã de futebol na Copa do Mundo FIFA de 2014, realizada no Brasil.
Em 2015, foi convidado pelo rapper Sido para participar do single "Astronaut", que alcançou o topo das paradas alemãs, austríacas e suíças.

## Características musicais

### Influências
Desde os 17 anos de idade, quando formou sua banda de rock, a música de Andreas Bourani tem sido influenciada por Chris Martin, Bono Vox, Jeff Buckley, e pelos alemães Herbert Grönemeyer, Udo Lindenberg e Nena.

## Discografia
- Staub & Fantasie (2011)
- Hey (2014)